# Just Cause 3
Just Cause 3 is een actie-avonturen computerspel ontwikkeld door Avalanche Studios en uitgegeven door Square Enix. Het is het derde spel in de Just Cause-reeks en het vervolg op Just Cause 2 uit 2010. Het werd wereldwijd uitgebracht op 1 december 2015 voor Windows, PlayStation 4 en Xbox One.
Het vervolg, Just Cause 4, werd uitgebracht op 4 december 2018.

## Plot
Na jaren keert protagonist Rico Rodriguez terug naar zijn thuisland, Medici. De reden dat Rico teruggekomen is, is wegens Sebastiano Di Ravello. - Tevens ook de reden van zijn vertrek - Di Ravello is dictator van Medici en heeft alle steden en dorpen overgenomen. Wanneer Rico terugkomt, moet hij zijn beste vriend - en leider van de Rebellen - helpen tijdens een shoot-out met de DRM (Di Ravello Militia) en het leger. Daarna gaat hij in een helikopter om wetenschapper Dimah te helpen. Rico bevrijdt steden en posten van de DRM. Wanneer Rico de voormalige hoofdstad en basis Vis Electra bevrijdt heeft, wordt Di Ravello woest & laat een stad bombarderen. Rico en Mario stoppen zijn mannen en gaan daarna ontsnappen. Om de bombardementen op de hoofdbasis te stoppen, moet Rico onder Vis Electra machines verwoesten. Ondertussen is de strijd op Insula Fonte bijna gewonnen. Rico moet zijn rebellen helpen om het hele eiland terug te winnen. Dat lukt hem. Rico gaat naar het volgende eiland, Insula Dracon. Op dat eiland worden Rico en de rebellen aangevallen door DRM, maar Dimah heeft net zo een machine uitgevonden als de bombardementen. Als Rico die inschakelt, worden alle voertuigen verwoest. Zo winnen ze uiteindelijk de oorlog en is er weer vrede.

## Gameplay
Het spel speelt zich af in een open wereld van een fictief mediterraan eiland bekend als Medici met Rico Rodriguez als de hoofdrolspeler. De wereldgrootte is 1.000 km2, vergelijkbaar met die van Just Cause 2. Het speelvolume is toegenomen door meerdere lagen: zo is het mogelijk om ondergrondse grotten te verkennen en gebouwen effectiever en realistischer te schalen. De spelwereld bestaat uit vijf grote ecosystemen, elk met unieke oriëntatiepunten en landschappen.
In het spel zijn verschillende hulpmiddelen aanwezig, waaronder de grijphaak en parachute. Een nieuw wingsuit, dat permanent is uitgerust door Rico, is te zien in het spel en laat de speler op een veel snellere manier over de wereld glijden. Wanneer de speler tijdens het gebruik van de wingsuit bijna de grond raakt, kan deze zichzelf terugtrekken in de lucht door middel van grijpers. Spelers kunnen vrij wisselen tussen de parachute en de wingsuit. Naast de meegeleverde uitrusting is een groot aantal wapens inbegrepen, zoals raketlanceerders en geweer-RPG's en voertuigen, zoals jachtvliegtuigen, vliegtuigen, schepen en exotische auto's. Deze voertuigen kunnen door de speler worden aangepast en kunnen als wapens worden gebruikt.
Andere spelmechanismen zijn gereviseerd en bijgewerkt. Zo heeft Rico de mogelijkheid om meerdere objecten aan zijn grijphaak te bevestigen en vast te binden met de hoeveelheid beschikbare bevestigingspunten door het activeren van zogenaamde mods, die verdiend kunnen worden door het voltooien van uitdagingen.
De speler kan worstelen met elk object en niet-speelbaar personage in het spel, met behulp van de enterhaak. Het ontbreken van in-game valuta heeft invloed op de moeilijkheidsgraad. Een andere nieuwe functie is het karakter oneindige C4 geven. De C4 kan door de speler gratis over de hele wereld worden uitgebracht, met drie tegelijk, maar met behulp van de ingebouwde 'mods' kunnen tot er maximaal vijf worden ingezet. Spelers kunnen zich vrij bewegen in voertuigen in Just Cause 3. Van spelers wordt verwacht dat ze vijandige militaire bases en steden in het spel bevrijden, en dat ze daarna als snelle reislocaties zullen fungeren.
In Just Cause 3 ligt de nadruk op creativiteit en vernietiging. Zoals bruggen en beelden, die verschillende manieren bieden om te worden vernietigd. Een nieuwe technicus genaamd Rebel Drop werd geïntroduceerd. Hiermee kan de speler het spel pauzeren om apparatuur, wapens en voertuigen te selecteren via een pauzemenu. De geselecteerde objecten worden in de spelwereld geplaatst en kunnen door spelers worden gebruikt. De game beschikt over een Challenge-modus. Ook bevat het minispellen zoals wingsuit-races en de vernietigings-frenzy-modus, waarin nieuwe doelen en uitdagingen worden ontgrendeld wanneer de speler een vijandelijke basis vernietigt.
Ondanks dat de multiplayermod van Just Cause 2 goed werd ontvangen door spelers, bevatte het spel alleen een asynchrone multiplayer-modus, waarin uitdagingen en leaderboards werden opgenomen in plaats van een coöperatieve of competitieve multiplayer-modus. Dit is vanwege de keuze van de ontwikkelstudio die hun mankracht, tijd en middelen wilde concentreren op het creëren van de wereld van het spel.

## Ontvangst
Just Cause 3 ontving gemengde beoordelingen. Critici prezen de gameplay met open einde en vernietigingsmechanica. Kritiek was er op het verhaal, dat werd beschouwd als clichématig en ongeïnspireerd, en prestatieproblemen met name op de consoleversies van het spel.